# Slaygon
Slaygon är ett datorspel till datorn Amiga. Man styr en kraftfull robot som skall återinföra lag och ordning i världen. Spelet utspelar sig i en labyrint som innehåller en dator som ska förstöras. Spelet utvecklades 1988 av Microdeal.